# Berdeniella sardoa
Berdeniella sardoa är en tvåvingeart som beskrevs av Salamanna 1983. Berdeniella sardoa ingår i släktet Berdeniella och familjen fjärilsmyggor. Inga underarter finns listade i Catalogue of Life.